# Georg Seiring
Hermann Otto Georg Seiring (* 21. September 1883 in Dresden; † 4. Juli 1972 in Köln) war ein deutscher Hygieniker.

## Werdegang
Seiring, Sohn des Schirmmachers Karl Moritz Franz Seiring, absolvierte nach dem Abitur eine kaufmännische Lehre und studierte dann Volkswirtschaft an der Universität Leipzig. Er war Direktor des Deutschen Hygiene-Museums in Dresden und nach dem Zweiten Weltkrieg Leiter des Deutschen Gesundheits-Museums in Köln. Er verfasste eine Reihe von Schriften zur gesundheitlichen Volksbelehrung.
Seiring starb 1972 im Alter von 88 Jahren in Köln. Die Familiengrabstätte befindet sich auf dem Melaten-Friedhof.

## Ehrungen
- 1927: Ehrendoktor der medizinischen Fakultät der Universität Leipzig[4][5]
- 1929: Ehrensenator der Technischen Hochschule Dresden[4]
- 1953: Großes Verdienstkreuz der Bundesrepublik Deutschland